# OpenShot Video Editor
OpenShot Video Editor（オープンショット・ビデオエディター）は、クロスプラットフォームの自由かつオープンソースの動画編集ソフトウェア。OpenShotプロジェクトは2008年8月にJonathan Thomasにより開始された。その目的は、無料で安定しているユーザーフレンドリーな動画編集ソフトを提供することである。
OpenShotの主要機能はC++ライブラリのlibopenshotとして実装されている。OpenShotはPyQtとlibopenshotを使用して構築されている。

## 特徴
- 数多くの動画，音声，画像フォーマットをサポート（FFmpegに基づく）
- GNOMEとの統合（ドラッグ&ドロップをサポート）
- マルチトラック
- 動画のリサイズ，トリム，スナップ，カット
- リアルタイムにプレビューできる遷移効果
- デジタル合成，オーバーレイ，透過
- 立体的な文字によるアニメーションタイトル（バックグラウンドでBlenderを利用）
- タイトルのテンプレート，タイトルの作成，サブタイトル
- エンドロール（モーションピクチャークレジット）
- 色の合成（透過合成を含む）
- ロトスコープと連番画像のサポート
- ドラッグ&ドロップ対応のタイムライン
- J,K,Lのキー操作によるフレーム単位の移動
- 動画エンコード（FFmpegに基づく）
- キーフレームアニメーション
- 動画のデジタルズーム
- 動画の速度の変更（スローモーションなど）
- 自作の遷移効果
- 動画の拡大と縮小
- ミキシングと編集
- キーフレームレームアニメーションとレイアウトのプリセット
- パンとズーム
- 明るさ，ガンマ，色相，グレースケール，クロマキー（青背景/緑背景），その他20以上のデジタルビデオエフェクト OpenShotは幅広い編集/合成の機能を提供する。またHDVとAVCHDを含む高解像度動画での作業で実用的な編集ソフトとなるよう設計されている。